# Yavuz (Schiff, 1987)
Die Yavuz (türk. Yavuz Sınıfı Fırkateynler) ist eine Fregatte der türkischen Marine. Sie ist das Typschiff der nach ihr benannten Yavuz-Klasse. Im Zuge der Modernisierung der türkischen Marine wurden vier Fregatten der MEKO-200-Klasse bei der deutschen ThyssenKrupp Marine Systems bestellt und gebaut.

## Putschversuch 2016
Nach dem gescheiterten Putschversuch in der Türkei meldete The Times, dass der oberste Befehlshaber, Admiral Veysel Kösele, und vierzehn Kriegsschiffe der türkischen Marine in der Ägäis und im Schwarzen Meer vermisst würden. Diese Darstellung konnte jedoch nicht bestätigt werden. Stattdessen wurde bekannt, dass Putschisten die Yavuz im Marinestützpunkt Gölcük in ihre Gewalt gebracht hatten. Als sie den Hafen mit dem entführten Admiral Kösele an Bord verlassen wollten, hätten sie andere Kriegsschiffe daran gehindert und der Admiral wurde schließlich befreit.